# Pôle d'intérêt commun
Pour les articles homonymes, voir SIG.
Un pôle d'intérêt commun désigne une forme d'organisation communautaire pouvant se décliner en thématiques, par groupements d'intérêts économiques ou par catégories sociales.
Le pôle d'intérêt commun peut être soit :
- informel, il n'y a aucune structure derrière comme une société, une association, etc. ;
- formel lorsqu'il y a, en soutien, une organisation (société, association, fondation ou autre).